# Brian Tobin
Pour les articles homonymes, voir Tobin.
Brian Vincent Tobin (né le 21 octobre 1954 à Stephenville, Terre-Neuve-et-Labrador) est un homme politique canadien.

## Avant la vie politique

Brian Tobin est originaire de Terre-Neuve-et-Labrador.

Brian Tobin fait ses études en science politique à l'Université Memorial de Terre-Neuve.

Tobin a étudié à l'Université Memorial de Terre-Neuve.

## Vie politique
À 25 ans, Brian Tobin se lance en politique.Tobin a d'abord été élu en 1980 sous la bannière du Parti libéral du Canada.  Avec l'arrivée au pouvoir de Jean Chrétien comme premier ministre en 1993, Tobin a servi comme ministre des pêches et océans.

### Le référendum sur la séparation du Québec de 1995
Pendant la campagne du camp du NON et d'Option Canada, Brian Tobin alors ministre dans le gouvernement fédéral de Jean Chrétien prend, à quelques jours du vote sur l'avenir du Canada, l’initiative de regrouper un grand nombre de Canadiens pour aller faire une marche contre la séparation du Québec à Montréal. C’est ainsi environ 150 000 Canadiens de tout le pays qui débarquent à Montréal le 30 octobre 1995. Cet exploit lui vaut le surnom de Capitaine Canada,,.

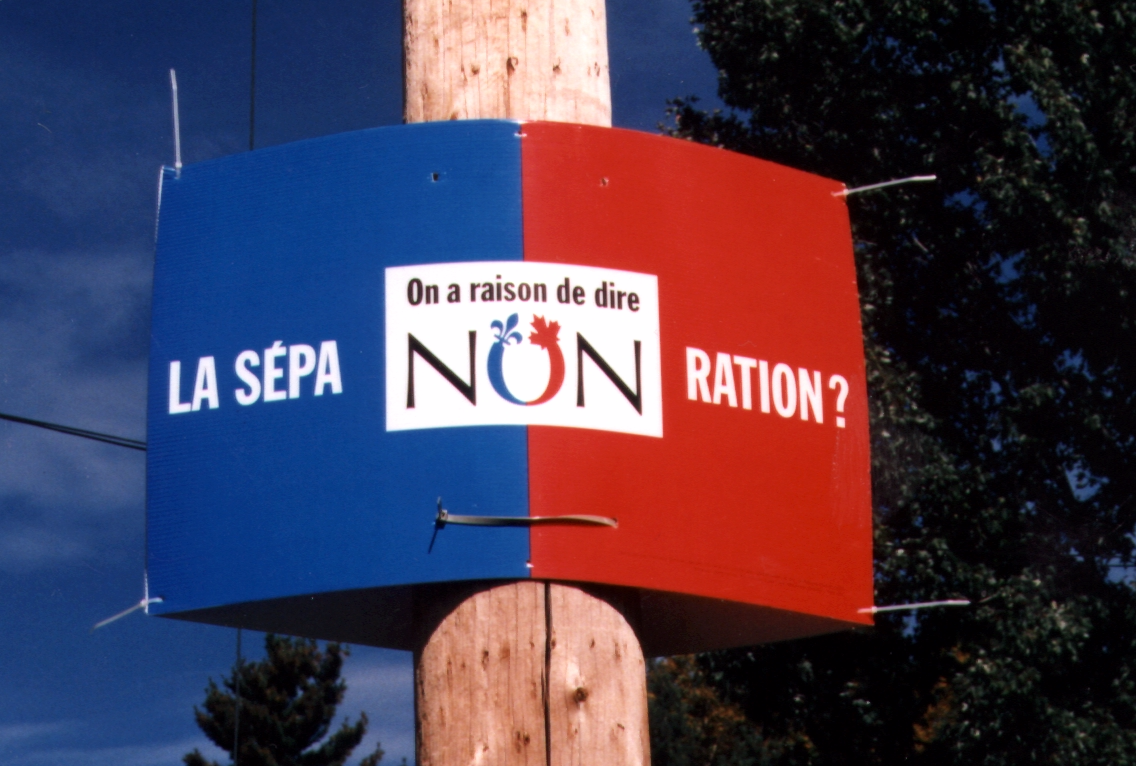
Tobin fait campagne pour le camp du NON en 1995 lors du référendum sur la séparation du Québec.

### Après 1995
En 1996, Tobin quitte son poste pour se faire élire chef du Parti libéral de Terre-Neuve-et-Labrador, suivant la démission de Clyde Wells.  Il est premier ministre de Terre-Neuve-et-Labrador la même année.
En 2000, Tobin quitte de nouveau son poste pour revenir en politique fédérale. Jean Chrétien le nomme ministre de l'Industrie, un poste qu'il conserve jusqu'à sa démission surprise en 2002.
En 2006, Brian Tobin devient associé principal de l'Institut Fraser.

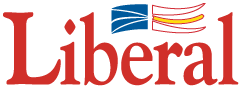
Brian Tobin est associé au Parti libéral de Terre-Neuve-et-Labrador.
Brian Tobin est aussi associé au Parti libéral du Canada.

## Hommages

### Titre
- Officier de l'Ordre du Canada (2013)[5]

### Distinction
- Membre du Conseil privé de la Reine pour le Canada (1993)[6]

Tobin est membre du Conseil privé de la Reine pour le Canada.
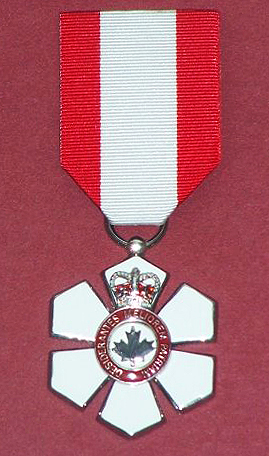
Tobin est Officier de l'Ordre du Canada.